# Izba Ekspertów
Izba Ekspertów (bułg. Камара на експертите) – bułgarska centrowa liberalna partia polityczna utworzona na początku 2003. Partia skupia ludzi reprezentujących różne dziedziny nauki, kultury i ekonomii. Przewodniczącą partii jest Rosica Złatanowa.

## Cele Izby Ekspertów
Podstawowym celem partii jest praca na rzecz bułgarskiej nauki i kultury. Szczególny nacisk kładzie ona na stymulowanie rozwoju i promowanie miast i wsi, które mają ważne znaczenie historyczne i kulturalne. Izba Ekspertów współpracuje z organizacją pozarządową "Narodowy Konwent Ekspertów" (bułg. Национален конвент на експертите), która zajmuje się wspieraniem wybitnych bułgarskich działaczy kultury i naukowców, a także pomocą szczególnie wyróżniającym się instytucjom oraz miastom o wyjątkowym wkładzie w umacnianie autorytetu Bułgarii za granicą. Partia i organizacja wspólnie zainicjowały w 2006 projekt o nazwie "Aplauz dla Bułgarii" (bułg. Аплодисменти за България), którego celem jest zaproszenie międzynarodowych autorytetów z dziedziny nauki i kultury oraz wybranych burmistrzów do współpracy na rzecz rozwoju Bułgarii.

## Izba Ekspertów w wyborach
Partia po raz pierwszy wystartowała w wyborach do Zgromadzenia Narodowego w 2005 zdobywając 0,1% głosów i nie uzyskując ani jednego mandatu deputowanego.
W wyborach samorządowych przeprowadzonych w 2007 działacze partii zdobyli kilka mandatów radnych w dwóch gminach oraz stanowisko wójta w Białym Briagu.